# Arié Eldad
Arié Eldad (né le 1er mai 1950 à Tel Aviv) est un médecin et  homme politique israélien de droite, député du parti politique "Union nationale" et membre de la faction Moledet. Il est le fils de Israël Eldad.

## Biographie
Politiquement, Arié Eldad se définit comme un disciple de Zeev Jabotinsky et un partisan du plan de transfert des Palestiniens en Jordanie. Malgré ses idées radicales, il est respecté par les députés de tous bords pour son sérieux et sa qualité de parlementaire.
Il se distingue par le fait d'être le seul parlementaire proéminent de l'extrême-droite et de son parti qui soit laïque.
Il est opposé à la formation d'un État palestinien. Il fut l'un des opposants les plus farouches du désengagement de Gaza et du nord de la Cisjordanie, emménagea à Sa-Nour, une des colonies destinées à la destruction, et fut critiqué pour son appel à la désobéissance civile.
Avant son entrée en politique, il a été pendant 25 ans médecin en chef de l'armée israélienne. Professeur et chef de département à l'hôpital Hadassa Ein Kerem de Jérusalem, s'est distingué  dans le domaine de la chirurgie plastique et surtout dans le traitement des brûlures. Marié et père de 5 enfants, il habite Kfar Adumim, une colonie juive de Cisjordanie.
Le 19 octobre 2007 il rencontre Filip Dewinter à Bruxelles.